# 1669
1669 (MDCLXIX) byl rok, který dle gregoriánského kalendáře započal úterým.

## Události

### Probíhající události
- 1652–1689 – Rusko-čchingská válka

## Vědy a umění
- Alchymista Hening Brandt destilací lidské moči získává a objevuje bílý fosfor.
- Při audienci tureckého vyslance měl na svém šatě Ludvík XIV. diamanty za 14 milionů zlatých franků.

## Narození

#### Česko
- 06. ledna – Tomáš Baltazar Janovka, český muzikolog, hudební teoretik a varhaník († 16. června 1741)
- 31. ledna – František Pavel Harant z Polžic, český šlechtic († 17. ledna 1728)
- 03. dubna – Mořic Grimm, brněnský architekt německého původu († 17. června 1757)
- 31. srpna – pokřtěn Václav Render, olomoucký architekt († 3. srpna 1733)
- neznámé datum
  - Jan Josef z Vrtby, český šlechtic († 14. srpna 1734)

#### Svět
- 06. ledna – Isabela Luisa z Braganzy, dcera portugalského krále Petra II. († 2. října 1690)
- 18. ledna – Marie Antonie Habsburská, dcera císaře Leopolda I. a manželka bavorského kurfiřta Maxmiliána II. Emanuela († 1692)
- 02. února – Louis Marchand, francouzský skladatel, cembalista a varhaník († 17. února 1732)
- 07. března – Alois Tomáš Raimund hrabě z Harrachu, rakousko-český aristokrat, císařský politik, diplomat († 7. listopadu 1742)
- 20. května – Tomáš Haffenecker, rakouský architekt a stavitel († 16. listopadu 1730)
- 20. června – Johann Freyschlag von Schmiedenthal, německý duchovní († 2. března 1743)
- 30. června – Johann Georg Vogt, člen řádu cisterciáků, hudební vědec, historik, spisovatel a kartograf († 17. srpna 1730)
- 09. července – Jevdokija Lopuchinová, první manželka cara Petra Velikého († 7. září 1731)
- 12. července – Henry Boyle, 1. baron Carleton, britský státník a šlechtic († 31. března 1725)
- 24. srpna – Johann Fridrich Eosander von Göthe, švédsko-německý stavitel a voják († 22. května 1728)
- 27. srpna – Anna Marie Orleánská, členka francouzské královské rodiny († 26. srpna 1728)
- 10. října – Johann Nicolaus Bach, německý varhaník a hudební skladatel († 4. listopadu 1753)
- 11. října – Maxmilián Adam Starhemberg, rakouský vojevůdce a šlechtic († 22. listopadu 1741)
- 19. října – Wirich Daun, rakouský císařský polní maršál († 30. července 1741)
- neznámé datum
  - Charles Howard, 3. hrabě z Carlisle, britský státník a šlechtic († 1. května 1738)

## Úmrtí

#### Česko
- 15. března – Konstantin Dubský, český františkán, kazatel a představitel řádu (* ?)
- 22. května – Mons. Dr. Filip Fridrich Breuner, olomoucký kanovník, světící biskup a biskup vídeňský (* 6. listopadu 1597)
- 21. listopadu – Ondřej Dirre, olomoucký kanovník (* 14. listopadu 1610)
- 29. prosince – Jakub Schedlich, česko-německý varhanář a starosta města Jáchymov (* březen 1591)

#### Svět
- 13. března – Marie Iljinična Miloslavská, ruská carevna, manželka Alexeje I. Michajloviče (* 1625)
- 14. dubna – Michelangelo Grancini, italský varhaník a skladatel (* 1605)
- 17. dubna – Antonio Bertali, italský hudební skladatel a houslista (* 1605)
- 08. května (pohřben) – Pieter Post, nizozemský architekt, malíř a grafik (* 1. května 1608)
- 16. května – Pietro da Cortona, italský malíř a architekt (* 1. listopadu 1596)
- 22. května – Filip Fridrich Breuner, olomoucký kanovník a světící biskup (* 6. listopadu 1597)
- 10. srpna – Paulus Bor, nizozemský malíř a člen uměleckého spolku Bentvueghels (* okolo 1601)
- 10. září – Henrietta Marie Bourbonská, anglická královna (* 25. listopadu 1609)
- 04. října – Rembrandt van Rijn, nizozemský malíř (* 15. července 1606)
- 14. října – Pietro Antonio Cesti, italský operní skladatel (* 5. srpna 1623)
- 28. října – Agustín Moreto y Cabana, španělský katolický kněz a dramatický básník (* 9. dubna 1618)
- 09. prosince – Klement IX., papež (* 28. ledna 1600)
- 11. prosince – Anna Marie Meklenbursko-Schwerinská, německá šlechtična (* 1. července 1627)
- neznámé datum
  - Arnold Geulincx, francouzský filosof (* 1624)
  - Rjúho Nonoguči, japonský básník haiku a výtvarník (* 1595)

## Hlavy států
- Anglie – Karel II. (1660–1685)
- Francie – Ludvík XIV. (1643–1715)
- Habsburská monarchie – Leopold I. (1657–1705)
- Osmanská říše – Mehmed IV. (1648–1687)
- Polsko-litevská unie – Michał Korybut Wiśniowiecki (1669–1673)
- Rusko – Alexej I. (1645–1676)
- Španělsko – Karel II. (1665–1700)
- Švédsko – Karel XI. (1660–1697)
- Papež – Klement IX. (1667–1669)
- Perská říše – Safí II.